# TNT (banda noruega)
TNT es un grupo musical de Noruega de Hard rock.

## Historia

### Inicios
TNT fue formado en la ciudad nórdica de Trondheim en 1982 por el vocalista y guitarrista Dag Ingebrigtsen, que reunió a una primera formación compuesta por el guitarrista Ronni Lé Tekrø, el bajista Steinar Eikum y el batería Morten "Diésel" Dahl. Rápidamente consiguieron un contrato discográfica como Vertigo Norway, una subsidiaria de la casa discográfica PolyGram. Ese mismo año, en 1982, publicaron su disco debut homónimo (el único que presenta letras en noruego). Con él consiguieron su primer hit, "Harley Davidson".

### Contrato a nivel mundial
A raíz del éxito de su primer disco la compañía PolyGram decidió ofrecerles un contrato de grabación a nivel mundial. La venida del éxito provocó los primeros cambios de formación, y Steinar Eikum fue substituido por el bajista Morty Black en agosto de 1983. El año siguiente el cambio se produjo en el apartado vocal, y Dag Ingebrigtsen fue reemplazado por Tony Harnell. Con esta formación publican su segundo LP, "Knights of the New Thunder". El éxito en los países escandinavos fue rotundo, con un elevado número de ventas. Con esa alineación grabaron otro trabajo, "Tell No Tales" (1987), el cual fue sucedido por años turbulentos para la formación. Con este tercer plástico consiguieron su mayor éxito, "10.000 Lovers (In One)", y su estilo viró ligeramente de registros más melódicos a otros más hardrockeros. Fue el disco más vendido en Noruega y Suecia ese año, por encima de artistas como Michael Jackson o Def Leppard.

### Época "Intuition"
Morten "Diésel" Dahl abandonó el grupo a raíz de los turbulentos momentos ya citados, y el nuevo batería fue Kenneth Oddin. Con esta formación solo se grabó un disco, "Intuition" (1989), ya que el propio Oddin abandonó al año siguiente. El sonido de este plástico está orientado al AOR, aunque mantienen una idea cercana al Hard rock. El éxito fue destacable tanto en los países nórdicos como en tierras más lejanas como Japón. También publicaron en América, donde tuvieron muy buena acogida. Este disco recibió un muy buena acogida en España haciendo subir al grupo a notables cotas de popularidad.Un trabajo de lo mejor dentro del hard rock melódico europeo.Destacar el brillante trabajo de las guitarras de Ronni y la potente voz de Tony Harnell. Consagración mundial de TNT.

### Llegada a Atlantic Records
Al finalizar la gira de presentación de "Intuition" la banda negoció un contrato discográfico con la casa de discos Atlantic Records. Con su nuevo baterista, John Macaluso, TNT lanzó su disco de estudio "Realized Fantasies" y su directo "Three Nights in Tokyo", ambos en 1992. Lo cierto es que pese al éxito Atlantic Records hizo una pobre promoción tanto en Estados Unidos como en el resto del mundo, y ese mismo año decidieron tomarse un respiro y centrarse en proyectos en solitario.

### Vuelta al trabajo
Sin embargo, tan solo cuatro años más tarde se publica el recopilatorio "Till Next Time". Harnell, Lé Tekrø y Black volvieron a la carretera acompañados del batería Frode Lamøy. Con esta formación se publicaron dos discos, "Firefly" (1997) y "Transistor" (1999). En el año 2000 "Diésel" Dahl volvió a TNT 12 años después de haber abandonado el proyecto. La banda comenzó así a trabajar en un nuevo disco, "My Religion", que fue publicado en 2004. Meses después Morty Black decidió abandonar, y Sid Ringsby ocuparía su lugar en los directos.

### All The Way to The Sun
En 2005 TNT publican "All the Way to the Sun", su más reciente LP. El sencillo "Sometimes", que fue lanzado el 25 de julio, sirvió para presentarlo. Ese mismo año Sid Ringsby abandona y es reemplazado en los directos por el bajista Víctor Borge.

### Incorporación de Tony Mills
En abril de 2006 Tony Harnell abandonó la banda por motivos personales y profesionales, aunque su último concierto no fue hasta el día 30 de junio, en el que TNT tocó en el Polar Festival de Storsteinnes, Noruega. Su sustituto es el cantante británico Tony Mills, la banda en el 2008 publicó Atlantis, el primer disco en el que no canta Tony Harnell.

### A FareWell to Arms
En el año 2010 la banda decidió a grabar un nuevo álbum llamado A Farewell to Arms, fue lanzado en Japón el 15 de diciembre de 2010. "Diesel" Dahl ha dicho que el álbum es un intento de recuperar el viejo sonido de TNT. Bård Svendsen, quien proporcionó los teclados y coros en Knights of the New Thunder y Tell No Tales comento que este álbum es muy similar a esos discos clásicos, El álbum fue laborado por Tommy Hansen, y ha sido muy destacado. Fue lanzado en Europa en enero de 2011. El álbum ha sido retitulado como motor para la liberación escandinavos y americanos.
El 27 de abril de 2011 el tecladista Dag Stokke, que había viajado con TNT desde abril de 1987 y apareció en todos los álbumes desde Realized Fantasies hasta A Farewell to Arms muere de un cáncer terminal en el estómago.
El 8 de septiembre de 2014 TNT lanzaron el álbum  "30th Anniversary 1982-2012 Live In Concert With Trondheim Symphony Orchestra" en Noruega y el 29 en el resto de Europa. Se grabó el 2 de junio de 2012 en el Clarion Hotel en Trondheim, Noruega, con el grupo tocando sus temas con la colaboración de la Trondheim Symphony Orchestra (Trondheim Symfoniorkester).  También contaron con la colaboración de Hank Von Helvete, Dee Snider (TWISTED SISTER), el cantante original de TNT Dag Ingebrigtsen. Tony Harnell reaparecía en directo tras la marcha de Tony Mills.
En 2014 realizaron la gira por el 25 aniversario de la edición del exitoso disco "Intuition".

## Miembros

### Formación actual
- Ronni Le Tekrø - Guitarra (1982-1992, 1996-)
- Tony Harnell 2023
- Morten "Diesel" Dahl - Batería (1982-1988, 2000-)
- Ove Husemoen - Bajista (2016-)

### Antiguos músicos
- Tony Harnell - Voz (1984–1992, 1996–2006, 2012, 2013–2015, 2016-2017) 2023
- Victor Borge - Bajo (2005–2012, 2013–2016)
- Dag Ingebrigtsen - Voz, guitarra rítmica (1982-1984)
- Tony Mills - Voz (2006-2013)
- Steinar Eikum - Bajo (1982-83)
- Morty Black - Bajo (1983-92, 1996-2004)
- Sid Ringsby - Bajo (2004-2005)
- Kenneth Odiin - Batería (1988-1989)
- John Macaluso - Batería (1990-1992)
- Frode Lamøy - Batería (1996–2000)

### Músicos de gira
- Dag Stokke - Teclados (1987-92, 1996-2011)
- Roger Gilton - Teclados (2011-)

## Discografía

### Discos de estudio
- TNT (1982)
- Knights of the New Thunder (1984)
- Tell No Tales (1987)
- Intuition (1989)
- Realized Fantasies (1992)
- Firefly (1997)
- Transistor (1999)
- My Religion (2004)
- All The Way To The Sun (2005)
- The New Territory (2007)
- Atlantis (2008)
- A Farewell to Arms (2010)

### Recopilatorios
- Till Next Time (1996)
- The Big Bang (2003)

### Discos en directo
- Three Nights in Tokyo (1992)
- Live In Madrid (2006)

### DVD
- The Collection: Volume 1 (2005)
- Live In Madrid (2006)